# 17
Cette page concerne l'année 17  du calendrier julien. Pour l'année 17 av. J.-C., voir 17 av. J.-C. Pour le nombre 17, voir 17 (nombre).
L'année 17 est une année commune qui commence un vendredi.

## Événements
- 26 mai : triomphe de Germanicus à Rome[1].
- La Cappadoce (Asie Mineure) devient province romaine après la disgrâce et la mort d'Archélaos à Rome[1].
- Mort d'Antiochos III de Commagène et de Philopator de Cilicie. Tibère, qui a le projet d’intégrer leurs royaumes à l'empire, envoie Germanicus en campagne en Orient (automne) ; il est à Nicopolis au début de l'année suivante[1].
- Début de la guerre interne en Germanie (fin en 19) ; les Cherusques d'Arminius battent les Marcomans de Marobod[1].
- Drusus est envoyé en Illyrie[1].
- Début du soulèvement numide (fin en 24). Les Musulames des Hauts-Plateaux en Maurétanie, dirigés par le Numide Tacfarinas, ancien membre des troupes numides auxiliaires et déserteur de l’armée romaine, se révoltent, entrainant les Maures conduits par Mazippa. Les insurgés revendiquent les terres les plus fertiles dont ils ont été spoliés par la colonisation romaine. Le proconsul Marcus Furius Camillus, à la tête de la Legio III Augusta, bat Tacfarinas en 17 au cours d'une bataille rangée[2].
- Séisme en Asie Mineure, qui détruit de nombreuses villes dont Sardes[1].
- Troubles en Syrie contre la pression fiscale[3].
- Simon, fils de Kamith, grand-prêtre de Jérusalem (17-18)[4].
- Histoire de Rome depuis sa fondation Ab Urbe condita libri en 142 livres, par Tite-Live[5].

## Décès en 17
- 17 mars : Ovide, poète latin (ou 18).
- Tite-Live, historien latin.
- Hygin, auteur latin